# Matanza de los Oteros
Matanza de los Oteros – gmina w Hiszpanii, w prowincji León, w Kastylii i León, o powierzchni 53,58 km². W 2011 roku gmina liczyła 232 mieszkańców.